# Radio Weser.TV

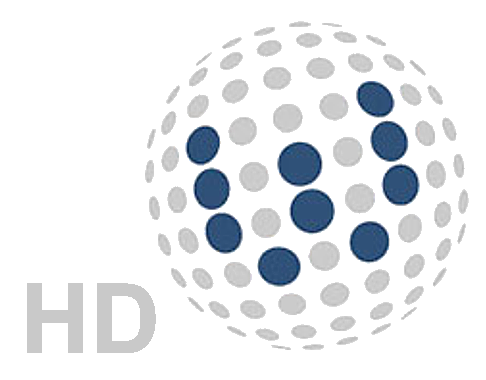
OnAir-Logo von Radio Weser.TV HD

Radio Weser.TV ist der gemeinsame Sendetitel der vier Sendeanstalten Bürgerrundfunk Bremen, Bürgerfunk Bremer Umland e. V., Bürgerrundfunk Bremerhaven und Bürgerrundfunk Wesermündung e. V. Unter dem Motto „Vier Sender – ein Programm“ betreiben diese je einen TV- und Radio-Kanal in Bremen und Bremerhaven, einschließlich des jeweiligen Umlandes.

## Bürgerrundfunk
Die Sendeanlagen und Produktionsmittel der an Radio Weser.TV beteiligten Sender stehen als Bürgerrundfunk allen Bürgern der jeweiligen Einzugsgebiete zur Produktion und Sendung eigener Programmbeiträge kostenlos zur Verfügung. Hierfür ist eine formelle Anmeldung sowie ein Einführungskurs in die Produktionstechnik und das Medienrecht nötig. Die Bedingungen unterscheiden sich zwischen den einzelnen Anstalten geringfügig.

## Vorgeschichte
Der Bürgerrundfunk Bremen war eine Einrichtung der Bremischen Landesmedienanstalt. Er nahm am 14. August 1992 als „Offener Kanal Bremen“ den Betrieb des Fernsehsenders auf, seit dem 25. Februar 1994 verfügte er auch über ein eigenes Hörfunkprogramm. Das Hörfunkprogramm des Bürgerrundfunks Bremen konnte im Bremer Umland auf UKW 92,5 MHz, sowie über das Bremer Kabelnetz auf 101,85 MHz empfangen werden.
Der Bürgerrundfunk Bremerhaven nahm 1993 als „Offener Kanal Bremerhaven“ den Betrieb des Fernsehsenders auf. Im Rahmen der Sail Bremerhaven 1995 startete auch sein Hörfunkprogramm, damals noch auf der Frequenz UKW 106,2 MHz. Später war der Radiosender über Antenne in Bremerhaven und Umgebung auf UKW 90,7 MHz und im örtlichen Kabelnetz auf der Frequenz 96,95 MHz empfangbar.
Am 1. April 2005 wurde nach einer Änderung des Landesmediengesetzes aus den Offenen Kanälen der Bürgerrundfunk Bremen und der Bürgerrundfunk Bremerhaven, die auch eigenverantwortlich selbstproduzierte Beiträge senden durften. Dies erlaubte dem Bürgerrundfunk nun selbst programmergänzende Beiträge unter dem Titel „Ereignis-TV“ zu produzieren. Dies waren vor allem unkommentierte Aufzeichnungen von Veranstaltungen im Rathaus, der Bremischen Bürgerschaft bzw. der Bremerhavener Stadtverordnetenversammlung, von etablierten Parteien sowie Kultur- und Sportveranstaltungen, welche die Existenzberechtigung des Bürgerrundfunks im Hinblick auf die gängige Kritik an Offenen Kanälen sichern sollten. Die Veränderungen betrafen jedoch ausschließlich das Fernsehprogramm. Im Radio war eine zunehmende Beteiligung kultureller Einrichtungen zu beobachten, so wurden seit 2005 regelmäßig Sendungen aus dem Kunst- und Künstlerhaus Schwankhalle, aus der Kulturwerkstatt Westend, dem Lonely Planet Boy und einigen anderen Einrichtungen übertragen.
Die Fernsehsender des Bürgerrundfunks Bremen und Bremerhaven sendeten beide täglich von 10 bis 22 Uhr im Kabelnetz der jeweiligen Stadt: Von 18 bis 22 Uhr wurde das tagesaktuelle Programm ausgestrahlt, davor kamen Wiederholungen. Die Sitzungen der Bremischen Bürgerschaft werden regelmäßig live übertragen.

## Zusammenschluss
Der Zusammenschluss der vier beteiligten Sendeanstalten fand statt, um das Erscheinungsbild der Kanäle zu vereinheitlichen. Seit Beginn der Übernahme des Bremerhavener TV-Programms auf den Bremer Kabelkanal und umgekehrt, sendeten insgesamt fünf Sender mit unterschiedlichen Logos und On Air-Designs auf einem Kanal. Insbesondere die niedersächsischen Sendeanstalten, die je nur einen Sendetag sowie einige gesonderte Sendefenster besaßen, wurden in der Öffentlichkeit nur schwer als eigenständige Sender wahrgenommen.
Des Weiteren hatten sich die Konzepte und Aufträge der Sender durch die Umwandlung der Offenen Kanäle Bremen und Bremerhaven in Bürgerrundfunk-Sender soweit angenähert, dass eine engere Zusammenarbeit als sinnvoll erschien.
Seit dem 1. April 2008 verfügen die vier Sender über ein weitestgehend einheitliches Logo und On Air Design, sowie eine gemeinsame Website, auf der alle vier Sendeanstalten Informationen und Inhalte anbieten.

## Fernsehsender
Radio Weser.TV sendet im Bremer und Bremerhavener Kabelnetz, sowie den Kabelnetzen der umliegenden, Niedersächsischen Gemeinden auf Kabelkanal 12. Hier wird von 10 bis 14 Uhr das Programm aus Bremen bzw. dem Bremer Umland des Vortags gesendet, von 14 bis 18 Uhr das Programm aus Bremerhaven bzw. dem Bremerhavener Umland. Von 18 bis 22 Uhr schließlich senden die Stationen ihr jeweiliges Hauptprogramm, in dieser Zeit unterscheidet sich also das Programm des Bremer und des Bremerhavener Kanals. Zwischen 22 und 10 Uhr wird das Programm des Nachrichtensenders EuroNews eingespielt, sofern kein eigenes Programm stattfindet. Das Programm von Radio Weser.TV kann außerdem via Livestream im Internet empfangen werden.
Seit dem 21. November 2024 sendet Radio Weser.TV HD. Zwischen 22 und 10 Uhr wird das Programm von EuroNews HD eingespielt, sofern kein eigenes Programm stattfindet. Eine Abschaltung der SD-Version ist für 2025 angestrebt.
Seit dem 7. Januar 2025 ist der Sender ausschließlich in HD zu empfangen.

## Radiosender
Radio Weser.TV sendet in Bremen auf UKW 92,5 MHz über Antenne und im digitalen Kabelnetz sowie in Bremerhaven auf UKW 90,7 MHz über Antenne und im digitalen Kabelnetz. Außerdem senden beide Sender im regionalen DAB+ Multiplex. In den umliegenden Kabelnetzen können die Frequenzen abweichen. In Bremen und Bremerhaven wird jeweils ein unabhängiges Radioprogramm ausgestrahlt. Die RDS-Kennung der Sender lautet WESER.TV.

### Programmreihen
- Eishockeyübertragungen: Von 1997 bis 2022 wurden durch das Team von fischtownlive die Auswärtsspiele der Fischtown Pinguins in der DEL über das Hörfunkprogramm auf Radio Weser.TV Bremerhaven ausgestrahlt.
- Local Radio Bremen: Die 2004 gegründete Privatinitiative bedient im Musikbereich vor allem die Genres Rock und Metal und hat inzwischen im Hörfunkprogramm von Radio Weser.TV Bremen/Umland dienstagvormittags einen festen Sendeplatz für Musik und News. Außerdem bringt Local Radio Bremen zu verschiedenen Sendezeiten regelmäßig Live-Sondersendungen, wie die Rocknight, Rocking Safari oder Mitschnitte des seit 2010 selbst veranstalteten Bremer Metal Festivals.[2]
- Das JVR Network: Seit Sept. 1995 bestehender Sendungsverbund, der über die Jahre hin seinen musikalischen und thematischen Schwerpunkt rund um die Elektronische Musik (Techno, House, Electro, Drum & Bass etc.) hat, neben aktuellen DJ Mixen, u. a. auch Alben vorstellt und in den verschiedenen Sendeformaten Alien Disco, waverider, The Neon Lounge unterschiedliche Gewichtungen vornimmt.
- latest pop: Seit 2020 stellt die Sendereihe latest pop - heute schon die Bands von morgen internationale aktuelle Popmusik vor. Dazu gehört der Mix Wondrous Place.